# أيديولوجية الثورة الإيرانية
لقد وصفت أيديولوجية الثورة الإسلامية بأنها "تركيبة معقدة من القومية والشعبوية السياسية ومذهب الشيعة "الراديكالية الدينية".
لقد عبرت الثورة الإيرانية عن نفسها مستخدمةً لغة الإسلام، أي قدمت نفسها باعتبارها حركة دينية تتزعمها قيادة دينية، فهي نقد للنظام القديم قائم على أساس ديني، وعبرت عن خطط النظام الجديد في إطار إسلامي. فقد كان الثوريين المسلمون ينظرون إلى نشأة الإسلام كنهج يهتدون به ويرون أنفسهم يخوضون صراعًا ضد الكفر والظلم والإمبراطورية.|Bernard Lewis|
لقد كان أهم شيء في التفسيرات الأيديولوجية المختلفة للإسلام داخل التحالف العظيم الذي أدى إلى ثورة 1979 هو الطمأنينة في المذاهب الدينية، أيديولوجية الخميني و أيديولوجية علي شريعتي الإسلامية اليسارية و الإسلام الديمقراطي الليبرالي لدى مهدي بازرکان. وكان الأقل قوة هم جماعات العصابات الاشتراكية الإسلامية و عناصر علمانية متنوعة، والدستوريون العلمانيون في الجبهة الجبهة الديمقراطية القومية الاشتراكية والأشكال القومية.
كان الشعار الذي يتغنى به المتظاهرون هو - "استقلالية، حرية، جمهورية إسلامية" 
ولقد وصف هذا الشعار بأنه "محوري ولكن مطالبه واسعة النطاق" من الثوريين. ولقد ثار الثوريون اعتراضًا على الفساد والشطط والطبيعة الاستبدادية للحكم البهلوي; وضد السياسات التي تساعد الأغنياء على حساب الفقراء وسيطرة الأجانب غير المسلمين على الاقتصاد والثقافة الإيرانية واستغلالهم لهما، لا سيما الأمريكيين.
ممن ساهموا في رسم أيديولوجية الثورة جلال آل أحمد الذي وضع فكرة غربزاديجى — أي يجب رفض الثقافة الغربية ومحاربتها باعتبارها وباء أو سمًّا يصرف المسلمين عن جذورهم وهويتهم. لقد أثر علي شريعتي تأثيرًا كبيرًا في العديد من الشباب الإيراني بتفسيره لإيران باعتباره الطريق الصحيح الوحيد لنصرة المضطهدين وتحرير العالم الثالث من الاستعمارية والاستعمارية الجديدة.

## الخميني
لقد كان الرجل الذي صاغ أيديولوجية الثورة في النهاية، رغم أنه كان من هيمن عليها - هو آية الله الخميني. فقد كان يقول إن الثورة، وبصورة خاصة الشهادة، ضد الظلم والطغيان جزء من الإسلام الشيعي، وينبغي أن يحشد رجال الدين أنصارهم ويقودهم في العمل وألا يقتصر الأمر على تقديم النصح لهم. واستخدم المصطلحين القرآنيين -- المستضعفين ('الضعفاء') والمستكبرين ('الغرور والقوة') — مكان المصطلح الماركسي الفرق بين المُضطهِدين والمضطهَدين. ولقد رفض تأثير كل من القوتين العظميين السوفيتية والأمريكية في إيران بشعار "لا شرقية ولا غربية - جمهورية إسلامية"

## ولاية الفقيه
لكن الأمر الأهم أنه قد وضع أيديولوجية من سيتولى زمام الأمور في الجمهورية الإسلامية وشكل الحكومة فيها. كان الخميني يؤمن إيمانًا شديدًا بفكرة أن الإسلام يستلزم تطبيق مبدأ ولاية الفقيه في الحكم، ويقصد بها أن كل فرد من المسلمين بحاجة إلى "إرشاد" في شكل حكم أو إشراف يقدمه الفقيه الإسلامي أو الفقهاء الإسلاميون الرئيسيون - مثل الخميني نفسه.
وهذا ضروري لأن الإسلام يوجب طاعة أو احترام قوانين الشريعة الإسلامية الموروثة فقط. فاتباع تلك القوانين ليس الفعل الإسلامي الصحيح فقط، فهذا قد يمنع الفقر والظلم والطلاق و"استيلاء" الكفار الأجانب (أي الاتحاد السوفيتي والولايات المتحدة) على أراضي المسلمين. ولكن حتى يحدث كل هذا، يجب حماية الشريعة من التجديد والتحريف، وهذا يقتضي وضع الفقهاء الإسلاميين على رأس الحكم.
فإنشاء تلك الحكومة الإسلامية وطاعتها كان أمرًا من الأهمية بمكان فهي "حقًا تعبير عن طاعة الله وخشيته" وهي في النهاية "أهم من الصلاة والصيام" في الإسلام فدونها لن يحيا الإسلام الحقيقي. فهذه الحكومة مبدأ عالمي وليست قاصرة على إيران. فكل ما يحتاجه العالم ويستحقه هو الحكم، أي الحكم الإسلامي الصحيح، ويرى الخميني أن "تصدير الثورة الإسلامية [بهدف إسقاط الأنظمة العلمانية] أمر حتمي."  ولكن حسب قوله، لا يعني "تصدير الثورة: "أن نتدخل في شؤون الدول الأخرى", ولكن "الإجابة عن أسئلتهم بشأن معرفة الله" 
لكن تتعارض هذه الرؤية الثورية لنظام الحكم الثيوقراطي اليميني المحافظ السائد في إيران تعارضًا صارخًا مع المذهب الشيعي الطمأنيني الذي يدعو إلى الانسحاب من الحياة السياسية، أو الانسحاب على الأقل من الحكم حتى عودة المهدي. وليست هناك حاجة لنقول إن هذا يتعارض مع أحلام وخطط العلمانيين الديمقراطيين واليساريين الإسلاميين في إيران. وكان الخوميني يدرك في الوقت نفسه أن وجود قاعدة ثورية عريضة أمر ضروري، ولم يتردد في تشجيع تلك القوى على التوحد مع مؤيديه للإطاحة بالشاه.
نتيجة لذلك عرف عن أيديولوجية الثورة قبل انتصارها "عدم وضوحها"  أو "غموض ملامحها", مع السمة المميزة لولاية الفقيه/ الحكم الثيوقراطي اليميني المحافظ الذي ينتظر أن يُعلن على الملأ عندما يكون الوقت مناسبًا. ويرى الخميني أن معارضة القوى الثورية الأخرى لحكم ولاية الفقيه/ الحكم الثيوقراطي اليميني المحافظ جاءت نتيجة الحملة الدعائية التي شنها الإمبرياليون الأجانب الذين يسعون لمنع الإسلام من إنهاء احتيالهم. ولقد كانت تلك الحملة الدعائية خبيثة جدًا فقد اخترقت حتى صفوف البؤر الإسلامية وجعلت من الضروري "مراقبة مبادئ اتّقاء الله" (أي إخفاء الحق دفاعًا عن الإسلام)، عند الحديث عن الحكم الإسلامي (أو عدم الحديث عنه).
لقد أدى هذا الشقاق بين العناصر العامة والخاصة في أيديولوجية الثورة إلى كسر وحدة الصف الثوري عندما تخلى الخميني عن التقية وعمل بجد على إنشاء حكم يقوده رجال الدين الإسلامي بينما استمر معارضو الحكم الثيوقراطي في المعارضة. (انظر أدناه: الخميني يسيطر على الحكم والخميني يوحد السلطة ومعارضة الثورة) وفي النهاية لم يكن الأمر قاتلاً. فلقد سحقت المعارضة وسادت الأيديولوجية الثورية.

## تطبيق الأيديولوجية
تجلت الأيديولوجية عقب انتصار الثورة في السياسات الاجتماعية والاقتصادية والثقافية.
عند الحديث عن الملابس، تم منع رابطات العنق للرجال ومنعت المرأة من تعرية رأسها وذراعيها إلخ. ولكن كانت هناك تغييرات أخرى لا تتعلق بالدين، مثل التأكيد على ملابس وأخلاقيات وعادات البروليتاريا، في مواجهة الأرستقراطية الغربية أو ترف وبذخ الطبقة البرجوازية في عصر الشاه.
فعلى سبيل المثال، رصد المراقبون في الأيام الأولى من الثورة طبيعة "أطعمة الكافيتريا" في وجبات المطاعم، والذي يقصد به "بخس نصر البروليتاريا المسلمة." فيما يتعلق بملابس الرجال، يصف أحد القضاة "التحول السريع" في فبراير 1979 في وزارة العدل في طهران:
لم يعد الرجال يرتدون البذات وربطات العنق ولكنهم يرتدون قمصانًا سادة دون ياقة، وكان معظم تلك القمصان متكرمشة وقد تكون حتى ملطخة. حتى أن أنفي قد تنشقت هذا التغيير. فلقد اختفت رائحة العطور الذكية من الممرات لا سيما في الصباح.